# Larga-Jijia
Larga-Jijia – wieś w Rumunii, w okręgu Jassy, w gminie Movileni. W 2011 roku liczyła 790 mieszkańców.